# پارتزانیکا
پارتزانیکا (به ایتالیایی: Parzanica) یک کومونه در ایتالیا است که در استان برگامو واقع شده‌است. پارتزانیکا ۱۰٫۸ کیلومتر مربع مساحت و ۳۶۵ نفر جمعیت دارد و ۷۵۳ متر بالاتر از سطح دریا واقع شده‌است.